# 艾曼紐·費爾曼
艾曼紐·費爾曼（德語：Emanuel Feuermann，1902年11月22日—1942年5月25日），成名於美國的奥地利大提琴家。1902年11月22日出生於奧匈帝國的科洛梅亞（Kolomyia），1942年5月25日去世於紐約市，享年四十歲。
當費爾曼於西元1935年於美國初次登台時，聽眾群裡甚至也擠滿了前來一睹風采的同行大提琴家們。音樂會後的評論裡，有一段寫著：“對費爾曼先生來說，困難的演奏技巧這個名詞並不存在，甚至在那些成名的大提琴大師們都會感覺到躊躇的困難橋段！”
1938年，一位英國樂評在專門討論弦樂的雜誌《The Strad》上發表了一篇聆聽費爾曼演奏會後記，他說“他絕對是當代第一的大提琴家（除了卡薩爾斯之外）。在費爾曼裡，你能聽到世界首屈一指的壯麗的大提琴藝術！容我說，他是大提琴家裡的維尼亞夫斯基。”
當納粹席捲歐洲時，費爾曼于1937年落腳美國。但是隨後在1942年，卻不幸在一個痔瘡手術中引發感染而驟然去世。在他的葬禮中為他抬棺的包括一些最著名的音樂家，像是鋼琴家塞爾金（Rudolf Serkin），許納貝爾（Artur Schnabel），小提琴家艾爾曼（Mischa Elman），哈柏曼（Bronislaw Huberman），以及指揮家塞爾（George Szell），奧曼第（Eugene Ormandy），托斯卡尼尼（Arturo Toscanini）。托斯卡尼尼在葬禮過程中甚至脫口而出說“這是場謀殺！”
1954年，有人問一代大提琴大師卡薩爾斯（Pablo Casals）誰是他最喜愛的大提琴家，他毫不表留的表達對費爾曼的崇敬，他補充道“費爾曼是個多麼偉大的藝術家！他的英年早逝又是音樂界多大的損失！”
許多人認為由費爾曼所詮釋的德佛札克大提琴協奏曲，以及他和另一位不世出的小提琴大師雅沙·海菲茨所共同演出的布拉姆斯雙重協奏曲，即使到如今仍是最棒的演奏版本。

## 費爾曼的大提琴
費爾曼手中的琴是由17世紀的義大利製琴家馬泰奧·戈弗里勒（Matteo Goffriller）所製，後來這把琴陸續傳承到俄國大提琴家約瑟夫·舒斯特（Joseph Schuster），波籣裔美籍大提琴家雅沙·西爾伯斯坦（Jascha Silberstein）的手上。
1932年起到他去世為止，費爾曼還擁有另一把大提琴，是義大利製琴大師蒙泰納納（Domenico Montagnana）於1735年所製作的。這把琴現今仍掛費爾曼的名字，並由一位瑞士大提琴家兼提琴收藏者所擁有。 
費爾曼也買進了斯特拉迪瓦里製於1730年的名琴 De Munck Stradivarius。